# Trochoidea elegans
Espèce
Statut de conservation UICN

 LC  : Préoccupation mineure
Synonymes
- Carocolla elegans Lamark, 1839[1]
- Helix elegans Gmelin, 1791
- Trochoidea (Trochoidea) elegans (Gmelin, 1791)

Trochoidea elegans (l'hélice élégant(e), la carocolle élégante ou la troque élégante) est une espèce d'escargots terrestres européens de la famille des Hygromiidae.

## Habitat et répartition
C'est un des escargots qui vivent dans les milieux ouverts et plutôt secs (pelouses, talus, friches et tous lieux ouverts et secs). Il semble présent dans une grande partie de l'Europe (Grande-Bretagne, France,, Belgique, Allemagne, Italie). On le trouve aussi dans une partie de la zone méditerranéenne y compris sur des îles comme en Sardaigne.
Sa répartition précise est encore mal connue. Il fait pour cette raison l'objet en France, avec 3 autres espèces méditerranéennes, d'une enquête « interactive » dans le cadre d'un dispositif de type Science citoyenne, dit "Caracol" initié et  piloté par l'ONEM.

## Description
- Sa coquille est plutôt petite (1 cm de diamètre au maximum) et lisse. Elle est nettement conique et de hauteur variable (selon l'âge), à ouverture aplatie et anguleuse.

L'Ombilic est petit et circulaire.

La couleur varie (bandes sombres et claires...)
Il ne doit pas être confondu avec d'autres petits escargots lui ressemblant dont:
- l'Hélice des dunes (Trochoidea trochoides),
- l'hélice pyramidale (Trochoidea pyramidata), dont la coquille est plus arrondie,
- Trochoidea caroni[1], dont la coquille est plus allongée.